# Лохновка
Лохновка — река в России, протекает по Новосокольническому району Псковской области. Река вытекает из озера Зуево и течёт на северо-восток. Около истока протекает через болото Зыбун. Устье реки находится в 48 км от устья Большого Удрая по левому берегу, примерно в километре к юго-западу от деревни Станьково. Длина реки составляет 10 км.
Между Лохновкой и её правым притоком расположена деревня Паколово Маевской волости.

## Данные водного реестра
По данным государственного водного реестра России относится к Балтийскому бассейновому округу, водохозяйственный участок реки — Ловать и Пола, речной подбассейн реки — Волхов. Относится к речному бассейну реки Нева (включая бассейны рек Онежского и Ладожского озера).
Код объекта в государственном водном реестре — 01040200312102000022868.